# Chrysoperla euneura
Chrysoperla euneura is een insect uit de familie van de gaasvliegen (Chrysopidae), die tot de orde netvleugeligen (Neuroptera) behoort. 
Chrysoperla euneura is voor het eerst wetenschappelijk beschreven door X.-k. Yang & C.-k. Yang in 1992.